# René Queyroux
René Queyroux   (Halluin, 22 de desembre de 1927 - vuitè districte de Lió, 10 d'agost de 2002) fou un tirador d'esgrima francès, especialista en espasa, que va competir durant les dècades de 1950 i 1960.
El 1956 va prendre part en els Jocs Olímpics d'Estiu de Melbourne, on va disputar dues proves del programa d'esgrima. Guanyà la medalla de bronze en la prova d'espasa per equips, mentre en la d'espasa individual fou sisè.
En el seu palmarès també destaquen quatre medalles al Campionat del Món d'esgrima, dues de plata i dues de bronze, entre les edicions de 1955 i 1963. Als Jocs del Mediterrani guanyà tres medalles, dues d'or i una de plata, entre les edicions de 1955 i 1959.